# Kelly Stafford
Kelly Stafford (Stevenage, Hertfordshire, Inglaterra, Reino Unido, 10 de abril de 1978) es una actriz pornográfica inglesa. Es conocida principalmente por su participación en películas de género gonzo, principalmente con escenas anales y de sexo extremo y su asociación con el conocido actor Rocco Siffredi, entre otros actores de cine para adultos.

## Biografía
Debutó con 19 años, en 1997 en la película European Meat Market 1: London Broil, en la que aparecía haciendo un estriptis en los títulos iniciales. Su primera intervención practicando sexo (masturbación) fue en ese mismo año, en la película  Rocco's Private Fantasies 2, aunque hasta el año siguiente no realizaría escenas de penetración. Durante toda su carrera ha trabajado habitualmente con el actor y director Rocco Siffredi. A lo largo de su carrera logró hasta tres premios AVN. También ha dirigido dos de las películas en las que ha intervenido, Kelly's Way To Love (2001) y Rocco in London (2002). Se retiró en 2007, después de tener un hijo y tras rodar cerca de veinte películas.
En 2017 volvió a la actividad con la película Rocco and Kelly: Sex Analysts, tras la que ha rodado dos películas más en 2018 y 2019.

## Estilo
Kelly se ha caracterizado siempre por su práctica falta de tabúes en las prácticas sexuales que muestra en la pantalla, hasta el punto que se le ha definido varias veces como una versión femenina del propio Rocco Siffredi. A lo largo de su carrera la hemos podido ver en papeles en los que ha mostrado sumisión (ante los hombres) y papeles de dominante (hacia mujeres). Ha practicado masturbaciones, footjob, teabagging, felaciones, cunnilingus, irrumación, rimming, penetraciones anales y vaginales, dobles penetraciones, lluvia dorada, fisting, A2M o spanking, y prácticas sexuales lésbicas, con especial dedicación a las eyaculaciones sobre ella (incluyendo collares de perlas, faciales, cumswapping, o felching). Ha realizado numerosas escenas de exhibicionismo y sexo en público y ha participado en bukkake, orgías, gang bang, y reverse gangbang. Asimismo, y en diferente número, sus partenaires han sido hombres, mujeres y transexuales.

## Filmografía

### Actriz
European Meat Market 1: London Broil, (Elegant Angel, 1997, sin participación en escenas sexuales)
Rein Privat 8: Anonyme Nymphomaninnen, (Videorama, 1997, sólo masturbación)
Rocco's Private Fantasies 2, (Evil Angel, 1998, sin participación en escenas sexuales)
Rocco More Than Ever 2, (Evil Angel, 1997, sólo masturbación)
Rocco's True Anal Stories 1, (Evil Angel, 1998)
When Rocco Meats Kelly 1, (Evil Angel, 1998)
Rocco: Animal Trainer 1, (Evil Angel, 1999)
When Rocco Meats Kelly 2, (Evil Angel, 1999)
Kelly and Chloe, (Evil Angel, 2000)
Rocco's Dirty Anal Kelly in Rome 1, (Evil Angel, 2000)
Rocco's Dirty Anal Kelly in Rome 2, (Evil Angel, 2000)
Rocco: Animal Trainer 3, (Evil Angel, 2000)
Kelly's way to love (Evil Angel, 2001)
Rocco's Way to Love, (Evil Angel, 2001)
Rocco in London (Evil Angel, 2001, sin participación en escenas sexuales)
Rocco Super Motohard, (Evil Angel, 2002)
Rocco: Animal Trainer 10, (Evil Angel, 2002)
Rocco and Kelly's Perversion in Paris, (Evil Angel, 2003)
Kelly's Lost Movie, (Evil Angel, 2006)
Furious Fuckers 2: Final Race, (Evil Angel, 2007)
Rocco and Kelly: Sex Analysts, (Evil Angel, 2017)
Rocco's Abbondanza 6, (Evil Angel, 2017)
Rocco Siffredi Hard Academy 3, (Evil Angel, 2018)
Rocco's Abbondanza 7, (Evil Angel, 2019)

#### Recopilaciones
Rocco's Best Butt Fucks 1, (Evil Angel, 2000)
Rocco's Sexual Superstars, (Evil Angel, 2000)
Best of Bosom Buddies 2, (Evil Angel, 2003)
Best of Kelly, (Evil Angel, 2004)
Rocco's Best Gang Bangs, (Evil Angel, 2005)
Rocco's Best POV, (Evil Angel, 2007)
Defend Our Porn, (Evil Angel, 2008)
Rocco's Big Fucking Tits, (Evil Angel, 2009)
Rocco's Golden Gapes, (Evil Angel, 2009)

#### Documentales
Rocco (Thierry Demaizière y Alban Teurlai, 2016)

### Directora
Kelly's way to love (Evil Angel, 2001)
Rocco in London (Evil Angel, 2001)

## Premios
- 2000 Premios XRCO – Mejor escena Anal o de Doble Penetración – When Rocco Meats Kelly 2, con Alba Del Monte, Rocco Siffredi y Nacho Vidal
- 2000 Premios AVN – Mejor escena de sexo en una producción extranjera – When Rocco Meats Kelly 2[20]
- 2002 Premios AVN– Mejor escena de sexo en pareja (Video) – con Rocco en Rocco's Way To Love[20]
- 2008 Premios AVN– Mejor escena de sexo en una producción extranjera – Escena Grupal de 10 personas Furious Fuckers Final Race[21]